# 오은영 리포트 - 알콜 지옥
《오은영 리포트 - 알콜 지옥》은 매주 월요일 밤 10시 10분에 MBC TV에서 하는 텔레비전 프로그램이다.

## 기획의도
- 단 한 방울도 용납하지 않는다! 7박 8일간의 금주 서바이벌 ‘알코올 지옥 캠프’가 열린다! <결혼 지옥>에 신청된 사연 중 1/3이 알코올 문제인 것에 착안하여 기획된 스핀오프 프로그램

## 진행자

### 현재 진행자
- 오은영
- 노성원
- 한창우
- 김장래

## 결방
2023년
- 12월 25일 : 결방.